# Teresa Rodrigo Anoro
Teresa Rodrigo Anoro   (Almacelles, 28 de desembre de 1956 - Santander, 21 d'abril de 2020) fou una física catalana, catedràtica de Física Atòmica de la Universitat de Cantàbria. Des de 1994 treballà a l'Institut de Física de Cantàbria (CSIC-UC) on va ser Directora del Departament d'Estructura de la Matèria entre 2001 i 2007.
Obtingué la llicenciatura en Ciències Físiques a la Universitat de Saragossa el 1980. Posteriorment es va doctorar en Ciències Físiques a la Universitat Autònoma de Madrid el 1985.
Va participar en dos experiments de gran importància: en primer lloc, va treballar al Collider Detector at Fermilab (CDF), l'experiment que va descobrir el quark top, col·laborant en diferents aspectes fonamentals de la recerca. En segon lloc, com a membre de l'experiment CMS (Solenoide compacte per a muons), va tenir un paper important en el descobriment del bosó de Higgs el 2012 al Gran Col·lisionador d'Hadrons (LHC) del laboratori CERN (Organització Europea per a la Recerca Nuclear) a Ginebra. A més, el 2010 va ser escollida Presidenta del Consell de Col·laboració Internacional del CMS, on participaven institucions de 40 països, gràcies a la seva dedicació i als resultats obtinguts en aquest experiment. Des del 2012 formà part del Comitè de Política Científica del CERN.

## Obres
Treballs de divulgació
- «El Quark Top». J.M. Benlloch, T. Rodrigo, and J. Troconiz. El País-Futuro. Mayo 1994 y Anuario 1994
- «Los procesos de descubrimiento y la vida en el laboratorio». T. Rodrigo. Jornadas Interacciones Género y Ciencia. Universidad de Zaragoza. Mayo 1998
- El descubrimiento de la luz débil. T. Rodrigo. CERN 50 Aniversario Museo Nacional de Ciencia y Tecnología. Febrero 2005
- «El programa experimental del LHC». C. Albajar et al. Publicado en la Revista Española de Física. Volumen 20, núm. 2. (Mujeres en Física). Año 2006
- La búsqueda del Bosón de Higgs. M. Bosmanand, T. Rodrigo. Publicado en Investigación y Ciencia. Septiembre 2012
- El Bosón de Higgs. A. Casas and T. Rodrigo. Publicaciones CSIC, diciembre 2012 – Colección ¿Qué sabemos de?[6]

## Reconeixements
Al setembre de 2018 va rebre el Doctorat Honoris Causa de la Universitat Internacional Menéndez Pelayo.
Una plaça de la població d'Almacelles (Lleida), on va néixer, porta el seu nom des de 2019. Havia estat nomenada Filla Predilecta de la Vila l'any 2012.